# 賦範向量空間
在数学中，赋范向量空间（英語：Normed vector space）是具有“长度”概念的向量空间。是通常的欧几里得空间 {\displaystyle \mathbb {R} } 的推广。 {\displaystyle \mathbb {R} } 中的长度被更抽象的范数替代。“长度”概念的特征是：
1. 零向量的长度是零，并且任意向量的长度是非负实数。
2. 一个向量 {\displaystyle v} 乘以一个标量 {\displaystyle a} 时，长度应变为原向量 {\displaystyle v} 的 {\displaystyle |a|}（{\displaystyle a} 的绝对值）倍。
3. 三角不等式成立。也就是说，对于两个向量 {\displaystyle v} 和 {\displaystyle u}，它们的长度和（“三角形”的两边和）大于 {\displaystyle v+u}（第三边）的长度。

一个把向量映射到非负实数的函数如果满足以上性质，就叫做一个半范数；如果只有零向量的函数值是零，那么叫做范数。拥有一个范数的向量空间叫做赋范向量空间，拥有半范数的叫做半赋范向量空间。

## 定义
一个半赋范向量空间 {\displaystyle (E,p)} 由一个向量空间 {\displaystyle E} 以及一个 {\displaystyle E} 上的半范数 {\displaystyle p} 构成。
一个赋范向量空间 {\displaystyle (E,\|\cdot \|)} 由一个向量空间 {\displaystyle E} 以及一个 {\displaystyle E} 上的范数 {\displaystyle \|\cdot \|} 构成。

## 拓扑结构
设 {\displaystyle (E,\|\cdot \|)} 是一个赋范向量空间，那么由范数 {\displaystyle \|\cdot \|} 很自然地定义了一个拓扑上的距离：
{\displaystyle \mathbb {E} \times \mathbb {E} \longrightarrow \mathbb {R} }
{\displaystyle \ (x,y)\mapsto \Vert x-y\Vert }
由此就定义了一个 {\displaystyle E} 上的拓扑结构，称为范数 {\displaystyle \|\cdot \|} 诱导的自然拓扑。这也是使得函数 {\displaystyle \|\cdot \|} 连续的最弱的拓扑。此外，这个自然拓扑和向量空间的线性结构相容，因为：
1. 向量加法：{\displaystyle +} 在此拓扑下是连续的，这可以由范数的三角不等式性质得出。
2. 向量的数量乘法 {\displaystyle \cdot } 在此拓扑下是连续的，这也可由范数的线性性和三角不等式性质得出。

对于半赋范向量空间，可以定义类似的函数，这时 {\displaystyle E} 成为一个半度量空间（弱于度量空间）。在其中我们也可以定义连续和收敛等概念。更抽象地说，每个半赋范向量空间都是一个拓扑空间，其拓扑结构由它的半范数诱导。
在赋范向量空间中，完备的赋范向量空间特别重要，称为巴拿赫空间。每个赋范向量空间都是一个巴拿赫空间的稠密子空间，这个巴拿赫空间由此赋范向量空间唯一确定，称为它的完备空间。
在拓扑的角度来说，有限维的向量空间上的任意两个范数都是等价的，即它们诱导出相同的拓扑结构（尽管由它们各自定义的度量空间并不相同）。由于欧几里得空间是完备的，我们可以推出每个有限维的赋范向量空间都是巴拿赫空间。实际上对自然拓扑来说，任意有限维的赋范向量空间都同胚于欧几里得空间 {\displaystyle \mathbb {R} ^{n}}。
一个赋范向量空间被称为局部紧致的，如果单位球 {\displaystyle B={x\ |\ \Vert x\Vert \leq 1}} 是紧集。由里斯引理可知，一个赋范向量空间局部紧致当且仅当它的维数有限。实际上，这个定理证明了对任意的拓扑空间（不一定是由范数诱导的度量空间）都有这个结论。

## 线性变换和对偶空间
在赋范向量空间之间的线性变换中，最重要的是连续线性变换，赋范向量空间和连续线性变换一起构成一个范畴。
范数自身，作为函数，是连续的。任意两个有限维的赋范向量空间之间的线性变换也都是连续的。
两个赋范向量空间之间的一个等距变换 {\displaystyle f} 是指使得对任意向量 {\displaystyle v} 都有 {\displaystyle \|f(v)\|=\|v\|} 的线性变换。保距变换总是连续的单射。如果两个赋范向量空间之间的一个等距变换是满射，那么称其为一个等距同构。两个保距同构的赋范向量空间在拓扑的意义上可以说是相等的（拥有相同的性质；在一者中成立的命题，在另一者中也成立）。
对于在域 {\displaystyle \mathbb {K} } 上的赋范向量空间 {\displaystyle (E,\|\cdot \|)}，我们可以考虑它关于 {\displaystyle \|\cdot \|} 的对偶空间 {\displaystyle E^{*}}，也就是所有从 {\displaystyle E} 射到 {\displaystyle \mathbb {K} } 的连续线性变换（一般称为“函子”）构成的空间。对于一个函子 {\displaystyle \phi } ，定义它的范数是 {\displaystyle |\phi (v)|} 的上确界，其中 {\displaystyle v} 是 {\displaystyle E} 中范数为 1 的所有向量。由于函子是连续的，这个上确界存在。这样我们就将 {\displaystyle E^{*}} 定义成为一个赋范向量空间。关于赋范向量空间上的连续线性函子有哈恩-巴拿赫定理。

## 商空间
很多赋范向量空间（特别是巴拿赫空间）的定义涉及到空间上定义的半范数。赋范向量空间可以定义为一个空间关于半范数为零的元素的商空间。比如说，对于 Lp 空间的定义，考虑所有函数组成的空间上的函数：
{\displaystyle \Vert f\Vert _{p}=\left(\int |f(x)|^{p}dx\right)^{1/p}}
是一个半范数，它对所有能使式子右边勒贝格可积的函数有定义。然而，对于任意定义在勒贝格测度为 0 的支撑上的函数，其半范数皆为 0 。在“除掉”这些函数（将它们归为 0 函数的等价类）之后，得到的商空间就是一个赋范向量空间：Lp 空间。

## 空间的直积
给定 {\displaystyle n} 个半赋范向量空间 {\displaystyle (E_{i},q_{i})} ，我们可以定义它们的直积空间 {\displaystyle X} 为：
{\displaystyle X:=\prod _{i=1}^{n}X_{i}}
其中向量的加法定义为：
{\displaystyle (x_{1},\ldots ,x_{n})+(y_{1},\ldots ,y_{n}):=(x_{1}+y_{1},\ldots x_{n}+y_{n})}
数量乘法定义为：
{\displaystyle \alpha (x_{1},\ldots ,x_{n}):=(\alpha x_{1},\ldots ,\alpha x_{n})}
我们定义一个函数 {\displaystyle q}：
{\displaystyle q:X\mapsto \mathbb {R} }
比如说：
{\displaystyle q:(x_{1},\ldots ,x_{n})\to \sum _{i=1}^{n}q_{i}(x_{i})}
这是 {\displaystyle X} 上的一个半范数。{\displaystyle q} 是范数当且仅当 {\displaystyle q_{i}} 都是范数。
对大于 1 的 {\displaystyle p} ，{\displaystyle q} 也可以定义为：
{\displaystyle q:(x_{1},\ldots ,x_{n})\to \left(\sum _{i=1}^{n}q_{i}^{p}\right)^{\frac {1}{p}}}
这些半范数都是等价的。通过泛代数的结论可以证明，任意的有限维半赋范向量空间都可以表示成一个赋范向量空间和一个有平凡的半范数的半赋范向量空间的直积空间。因此，半赋范向量空间的比较有趣或“反常”的例子都是无限维的。